# Humboldts ullapa
Humboldts ullapa (Lagothrix lagotricha) är en art i släktet ullapor som tillhör familjen Atelidae bland primaterna. Tidigare räknades alla ullapor till arten Lagothrix lagotricha och därför förekommer även det svenska namnet "grå ullapa" för denna art som numera syftar på arten Lagothrix cana.

## Kännetecken
Kroppslängden ligger mellan 46 och 65 centimeter. Svanslängden är 53-77 centimeter. Hanarna väger mellan 3,6 och 10 kilogram, medan honorna väger mellan 5 och 7 kilogram.
Färgen av den korta och ulliga pälsen varierar mellan grå, brun och svartaktig. Allmänt är huvudet mörkast och undersidan är ljusare än ovansidan. I ansiktet förekommer bara några glest fördelade hår och huden är oftast svart. Liksom hos andra familjemedlemmar används den långa svansen som gripverktyg. Den har därför nära spetsen på undersidan en naken fläck. Förutom större storlek har hannar längre hörntänder än honor.

## Levnadssätt
Denna ullapa är ett dagaktiv och sällskaplig djur, vars föda består av frukt, nötter, blad och insekter samt små ryggradsdjur som grodor och ödlor. Den har många olika läten, bland annat skrik, visslingar och vrål. På natten sover arten gömd i trädens bladverk, med fördel i områden där skogen är översvämmad.
Humboldts ullapa bildar flockar med 20 till 70 medlemmar. Individer som vistas tillfällig på marken går på sina bakfötter och håller armarna i luften. Bland flockens hannar etableras en hierarki. De markerar dessutom reviret med doftmärken från körtlarna som finns på bröstet och vid djurets anus. Gruppens territorium är 72 till 1020 hektar stort.

### Fortplantning
Parningar förekommer med flera flockmedlemmar av det motsatta könet. Honor föder vanligen vart tredje år en unge.
Hos denna art kan parning ske hela året om. Dräktighetstiden är upptill 225 dagar. Honan får bara en unge i taget. Livslängden varierar mellan 20 och 30 år.
Ungen diar i början sin moder och den håller sig under de första 9 till 12 månader nära modern. Könsmognaden infaller efter fem till nio år.